# Тайга (Омская область)
Тайга — упразднённая деревня в Знаменском районе Омской области России. На момент упразднения входила в состав Новоягодинского сельского поселения. Исключена из учётных данных в 2000 году.

## География
Располагалась на правом берегу реки Шиш, выше впадения в неё реки Куяры, у озера Тайгинское, в 7 км к востоку от деревни Новопокровка.

## История
В 1928 году деревня Тайгинская состояла из 28 хозяйств. В административном отношении входила в состав Ларионовского сельсовета Знаменского района Тарского округа Сибирского края.

## Население
По переписи 1926 г. в деревне проживало 171 человек (92 мужчины и 79 женщин), основное население — белоруссы

## Хозяйство
По данным на 1991 г. деревня являлась бригадой совхоза «Северный».